# 玛雅·迪拉多
马德琳·“玛雅”·迪拉多（英語：Madeline "Maya" DiRado，1993年4月5日—），美国女子游泳运动员，擅长自由泳、蝶泳和混合泳。代表斯坦福大学比赛。
在巴塞罗那举办的2013年世界游泳锦标赛上，她获得4×200米自由泳接力赛金牌。在喀山举办的2015年世界游泳锦标赛上，她获得400米混合泳银牌。
在里約舉辦的2016年夏季奧運會上獲得女子200米仰泳冠军、4×200米自由泳接力冠军，女子400米混合泳銀牌，以及200米个人混合泳铜牌。